# Артемии
Артемии (лат. Artemia) — род ракообразных из класса жаброногих (Branchiopoda), выделяемый в собственное семейство — Artemiidae. Все представители — планктонные организмы, населяющие морские мелководья и солёные озёра. Питаются фитопланктоном, фильтруя воду с помощью грудных конечностей. Наиболее известный вид — Artemia salina.

## Размножение и жизненный цикл
Для значительной части артемий характерны раздельнополость и перекрёстное оплодотворение, однако нередко в природе встречаются партеногенетические популяции, состоящие только из самок. Для раздельнополых форм характерен ярко выраженный половой диморфизм в строении антенн вторых, которые у самцов преобразованы в массивные клешневидные органы для захвата самки во время копуляции.
Для большинства видов артемий описаны два варианта стратегий размножения: живорождение и яйцерождение, причём выбор той или иной стратегии может как определяться условиями среды, так и контролироваться генетически. В случае яйцерождения группы оплодотворённых яиц поступают сперва в непарный яйцевой мешок на брюшной стороне самки, а затем в воду. Находящийся под защитой яйцевых оболочек эмбрион находится в диапаузе. На этой стадии артемии способны долго сохранять жизнеспособность и выдерживать высыхание и экстремально низкие и высокие температуры. При живорождении развитие проходит без диапаузы: самки рождают науплиусов.

## Прикладное значение
Ряд видов Artemia интенсивно культивируют и используют в качестве корма для рыб в аквакультуре и аквариумистике.

## Виды и их ареалы
Представители этого рода известны с 1755 года, когда были обнаружены и описаны в Лимингтоне (юг Англии).
- Artemia franciscana Kellogg, 1906 — Северная Америка, Карибское море, Австралия, Океания;
- Artemia monica Verrill, 1869 — Северная Америка;
- Artemia parthenogenetica Barigozzi, 1974 — Eвропа, Азия, Африка, Австралия;
- Artemia persimilis Piccinelli et Prosdocimi, 1968 — Аргентина;
- Artemia salina (Linnaeus, 1758) — Европа, Северная Африка
- Artemia sinica Yaneng, 1989 — Центральная Азия, Китай;
- Artemia tibetiana Zhang et Sorgeloos, 1998 — Тибет, Китай;
- Artemia urmiana Gunther, 1900 — Иран, Россия.